# Hedwiges Maduro
Hedwiges Eduard Martinus Maduro (* 13. února 1985 v Almere) je nizozemský fotbalový záložník. Působil na postu defenzivního záložníka, mohl hrát i na postu obránce.

## Klubová kariéra
V profi kopané debutoval v dresu AFC Ajax, se kterým vyhrál dvakrát nizozemský fotbalový pohár (2005/06, 2006/07) a třikrát nizozemský Superpohár (2005, 2006, 2007). V letech 2008–2012 hrál ve španělské Valencii, s ní vyhrál Copa del Rey (2007/08). V letech 2012–2014 působil v jiném španělském klubu Sevilla FC. V lednu 2014 přestoupil do řeckého celku PAOK Soluň.
V srpnu 2015 se vrátil do vlasti a podepsal smlouvu s FC Groningen.

## Reprezentační kariéra

### Mládežnické reprezentace
Hrál na domácím Mistrovství světa hráčů do 20 let 2005 v Nizozemsku, kde jeho tým vypadl ve čtvrtfinále proti Nigérii v penaltovém rozstřelu. 

V roce 2007 byl součástí nizozemské reprezentace do 21 let na domácím Mistrovství Evropy hráčů do 21 let, kde Nizozemsko vybojovalo zlaté medaile. Rozhodl svým gólem zápas v základní skupině A proti Izraeli (1:0). V semifinále s Anglií došlo po výsledku 1:1 na penaltový rozstřel, v něm Maduro své dva pokusy proměnil a přispěl tak postupu do finále (rozstřel skončil poměrem 13:12 ve prospěch Nizozemska). Ve finále porazili Nizozemci Srbsko 4:1.

S reprezentací do 23 let se zúčastnil také Letních olympijských her 2008 v Číně, kde byli Nizozemci vyřazeni ve čtvrtfinále Argentinou po výsledku 1:2 po prodloužení.

### A-mužstvo
V A-mužstvu Nizozemska debutoval 26. března 2005 v kvalifikačním zápase v Bukurešti proti domácímu týmu Rumunska, když měl na svém kontě teprve tři ligové starty za Ajax Amsterdam. Šel na hřiště v 73. minutě za stavu 1:0, utkání nakonec skončilo vítězstvím Nizozemska 2:0.